# Attogramo
El attogramo (símbolo ag) es un submúltiplo del kg, unidad de masa del Sistema Internacional de Unidades, y del gramo, unidad de masa del CGS. Equivalente a la trillonésima parte de un gramo.
1 ag = 10-15 mg
1 ag = 10-18 g
1 ag = 10-21 kg
Los virus más pequeños tienen una masa de ese orden. La miosina tiene 1.03 ag. 